# Raymond Janin
Raymond Janin, né Jules Émilien Janin le 31 août 1882 à Bogève (Haute-Savoie) et mort le 12 juillet 1972 à Lorgues (Var), est un prêtre assomptionniste et historien byzantiniste français.
Auteur de recherches sur l’histoire des Églises orientales et la géographie ecclésiastique de l’empire byzantin, il a publié plusieurs ouvrages sur le sujet.

## Publications
- La Thrace : Études historique et géographique (1920)
- Les Églises orientales et les rites orientaux (1922), prix Marcelin Guérin de l'Académie française en 1928
- Saint Basile, archevêque de Césarée et Docteur de l’Église (1929)
- Les Églises séparées d’Orient (1930)
- Constantinople byzantine. Développement urbain et répertoire topographique (1950)
- La Géographie ecclésiastique de l’empire byzantin (1953)